# Comuna 10 (Bucaramanga)
La Comuna 10 o Provenza es una división territorial urbana de la ciudad de Bucaramanga, en Colombia.

## División administrativa
La comuna se encuentra formada por los barrios: Diamante II, San Luis, Provenza, El Cristal, Fontana, Granjas de Provenza.
También incluye la urbanización: Neptuno.